# M1000
FOMA M1000（フォーマ・エム せん）は、モトローラによって開発された、NTTドコモの第三世代携帯電話 (FOMA) 端末製品である。

## 概要
モトローラの海外向け端末A1000をベースに同社と共同開発。GSM/GPRSにも対応し、無線LAN (Wi-Fi)、Bluetooth、フルブラウザ (Opera7.5) 機能を備えた端末。国際ローミング (WORLD WING) 対応。SH2101Vに次ぐ、PDAタイプの端末で、ドコモで初めてスマートフォンと呼ばれる端末となった。2008年3月にF1100が発売されるまでは、ドコモで個人で購入可能な唯一のスマートフォンであった。ベースとなったA1000では対応していたGPSには対応していない。また、モトローラとしては1998年のM206以来7年ぶりにドコモへ納入した端末でもある。
画面サイズは、発売当時FOMA最大の大きさである2.9インチ。タッチスクリーンを採用しており、操作は主にタッチペン（スタイラスペン）で行う。ダイヤルボタンは無いが、画面上にダイヤルスクリーン（ソフトテンキー）が出てくる。文字の入力はソフトテンキー、ソフトキーボードによるものの他、手書き入力も可能。
OSは、多くのNTTドコモ端末と同じくSymbian OSを採用しているが、ドコモの端末では唯一UIQインタフェースを採用。ネイティブアプリケーションを自由にインストールできる。また、ドコモのホームページでは開発ツールを配布している。その代りにiアプリの利用はできない。
メインカメラの性能はCMOS約131万画素。サブカメラの性能はCMOS約31万画素。
外部メモリに関してNTTドコモでは、発売当初はTransFlash（256MBまで）対応としていたが、2006年2月にTransFlashの製造終了、およびmicroSDが完全互換性を確保していることなどにより、microSDカード（16MBから256MBまで）が追加対応になっている。それ以上の容量に関しては自己責任となる。ただ、microSDカードを製造しているメーカーによっては、1GBでも動作可能としている所もある参考。
また、Excel、Word、PowerpointなどのMicrosoft Office系のファイルやPDF形式のファイルを閲覧することが可能。それらの機能はピクセル・テクノロジーズが開発したPicsel Browserによって実現している。
端末での通信に関しては、Biz・ホーダイ及びBiz・ホーダイ ダブルを利用することにより定額通信が可能である。2008年末をもって、Biz・ホーダイの新規ユーザーへの提供は終了。2009年以降はBiz・ホーダイ ダブルの申し込みになる。Biz・ホーダイに関してはhTc Zが対応するまでは、Biz・ホーダイ唯一の対応端末だった。その代りに、iモードには対応せず、パケ・ホーダイ及びパケ・ホーダイフルの利用はできない。
メールはiモードメールは使用出来ないが、プロバイダメールを使用することが出来る。NTTドコモのサービスmoperaUやmoperaのプロバイダメールや、Yahoo!メールやGmailといったWebメールなどを使用し、送受信することが可能。複数のメールアカウントを登録することができ、ビジネス、プライベートと分けて使うことが出来る。mopera Uメールであればプッシュ型電子メールを利用することができ、iモードメールと同様にメールの着信が通知された。
CPUはテキサス・インスツルメンツのOMAP1510を採用。メインメモリ、フラッシュROMとも32MB。また、ユーザーメモリを24MB搭載している。
付属品として、ACアダプタ、卓上ホルダ、TransFlash (32MB)、TransFlashメモリカードアダプタ、USB接続ケーブルなどが付属している。
なお日本における携帯電話等の電波強度などについて定めた技術基準（無線設備のスプリアス発射強度の許容値に係る技術基準）が2005年に改正されたことを踏まえ、F2611、NM850iGとともに2015年11月30日を以って使用禁止になった。

## A1000との比較
A1000と比較すると、次の点など多くが変更されている。
- 無線LANへの対応
- GPSの非対応
- FOMA端子への対応
- 右側面のイヤホン端子を平型に変更
- 通話ボタン・終話ボタンなどの形状変更
- メニューの日本語化

など

## ソフトウェア
NTTドコモ公認サイトの、FOMA M1000 活用サイトで、リバーシ、麻雀、ビリヤード、マインスイーパー等のゲーム、遠隔ロック、データバックアップ、ドコモ公衆無線LANコンテンツソフト、M1000遠隔アプリ起動などの実用ソフトのダウンロードができた。2008年10月30日で、公衆無線LAN以外のソフトは提供を終了した。ソフトによっては、mopera等の契約が必要になるものもあった。
それ以外のソフトに関しては、A1000や、同様のUIQを採用しているソニー・エリクソンP800等のソフトが使える可能性はあるが、利用に関しては自己責任になる。

## アクセサリー
純正アクセサリーとして、Bluetoothヘッドセット及びそれのACアダプターがドコモから発売されている。
また、リュードより日本語キーボードRBK-1000BTが発売されている。Bluetoothでの接続で、日本語入力ソフトとして、松茸が付属している。

## キャンペーン
2006年4月より、ドコモプレミアクラブ、ドコモビジネスプレミアクラブ会員を対象に、期間限定でポイント交換の形で提供されている。2007年6月時点で計3回行われている。提供の条件は以下の通り。
- 第1弾（2006年4月1日 - 4月30日）、第2弾（2006年8月1日 - 9月30日）
  - ドコモプレミアクラブ会員：5000ポイント
    - プレミアステージ会員は3000ポイント

  - ドコモビジネスプレミアクラブ会員：3000ポイント
- 第3弾（2007年4月1日 - 6月30日）
  - ドコモプレミアクラブ会員：3000ポイント
  - ドコモビジネスプレミアクラブ会員：3000ポイント
    - 6月中に在庫がなくなったため予定より早く締め切られた。

## PINK M1000（シャラポワモデル）
モトローラが特別協賛し、2005年12月に開催された「マリア・シャラポワ ジャパンツアー2005」に合わせて、唯一のピンク色のM1000 (PINK M1000) が作られた。そのモデルはサインされ、オークションで90万2000円で落札された。その後、2006年2月に雑誌『DIME』の企画で2台目のPINK M1000が作られた。

## 歴史
- 2005年3月25日：技術基準適合証明 (TELEC) 通過
- 2005年4月14日：ドコモよりプレスリリース
- 2005年7月1日：発売開始
  - 電気通信端末機器審査協会 (JATE) は非通過
- 2015年11月30日：この日を最後に使用禁止

## 更新

### 本体の不具合修正
- 2005年7月22日：時刻が狂う不具合。ソフトウエア更新で対応。
- 2005年9月5日：メールアカウントが設定に関して不具合。ソフトウエア更新で対応。
- 2006年6月29日：内部データの蓄積で動作不安定になる不具合など。ソフトウエア更新で対応
  - また、ソフトウエア更新後にファイルクリーナアプリの利用ができるようになる。

### ウイルスパターンの更新
- 2005年7月25日：パターンファイルVer1.3
- 2005年9月5日：パターンファイルVer1.4
- 2006年4月21日：パターンファイルVer2.5
- 2006年11月20日：パターンファイルVer2.6
- 2007年4月24日：パターンファイルVer2.7
- 2007年6月12日：パターンファイルVer2.8
- 2008年3月18日：パターンファイルVer2.9
- 2008年4月5日：パターンファイルVer2.10
- 2008年5月29日：パターンファイルVer2.11
- 2009年5月11日：パターンファイルVer2.12
- 2009年10月27日：パターンファイルVer3.17
- 2009年12月8日：パターンファイルVer3.19
- 2010年3月16日：パターンファイルVer3.23
- 2010年4月20日：パターンファイルVer3.24
- 2010年6月3日：パターンファイルVer3.26
- 2010年12月2日：パターンファイルVer4.31

## 関連書籍
使い方を解説した書籍が多く発売されている。
- 『FOMA M1000徹底活用&カスタマイズ・ガイド』 ISBN 4-7966-4811-9
- 『M1000 禁断の悪ノリテクニック』 ISBN 4-7778-0195-0
- 『M1000 PERFECT GUIDE ケータイ機種攻略シリーズ』 ISBN 4-7973-3189-5
- 『スマートフォンFOMA M1000徹底活用マニュアル』 ISBN 4-89627-276-5
- 『ビジネスFOMA M1000 まるわかり』 ISBN 4-7741-2458-3